# Lorenzo Campeggi

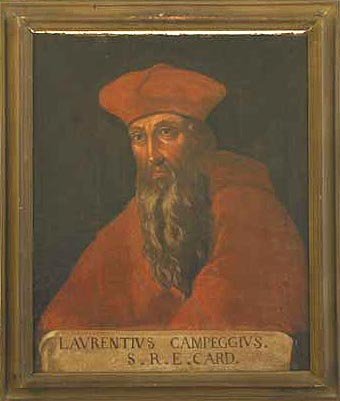
Kardinal Lorenzo Campeggi

Lorenzo Campeggi (* 1474 in Mailand; † 25. Juli 1539 in Rom), weniger korrekt bisweilen auch Campeggio, war ein italienischer Jurist und Kardinal.

## Leben

Kardinalswappen (modernes Schema)

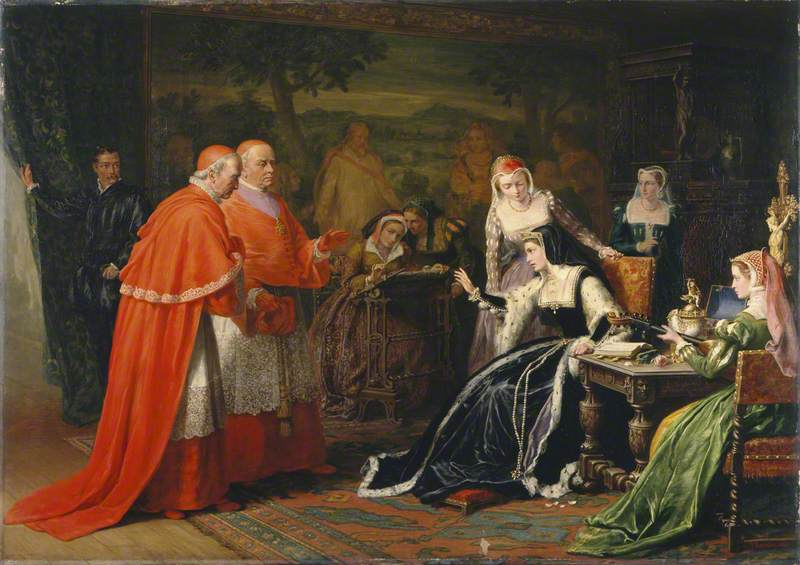
Die Kardinäle Campeggio (links mit Schleppe) und Wolsey bei Königin Katharina von Aragon (Historienmalerei von William Bromley,1866)

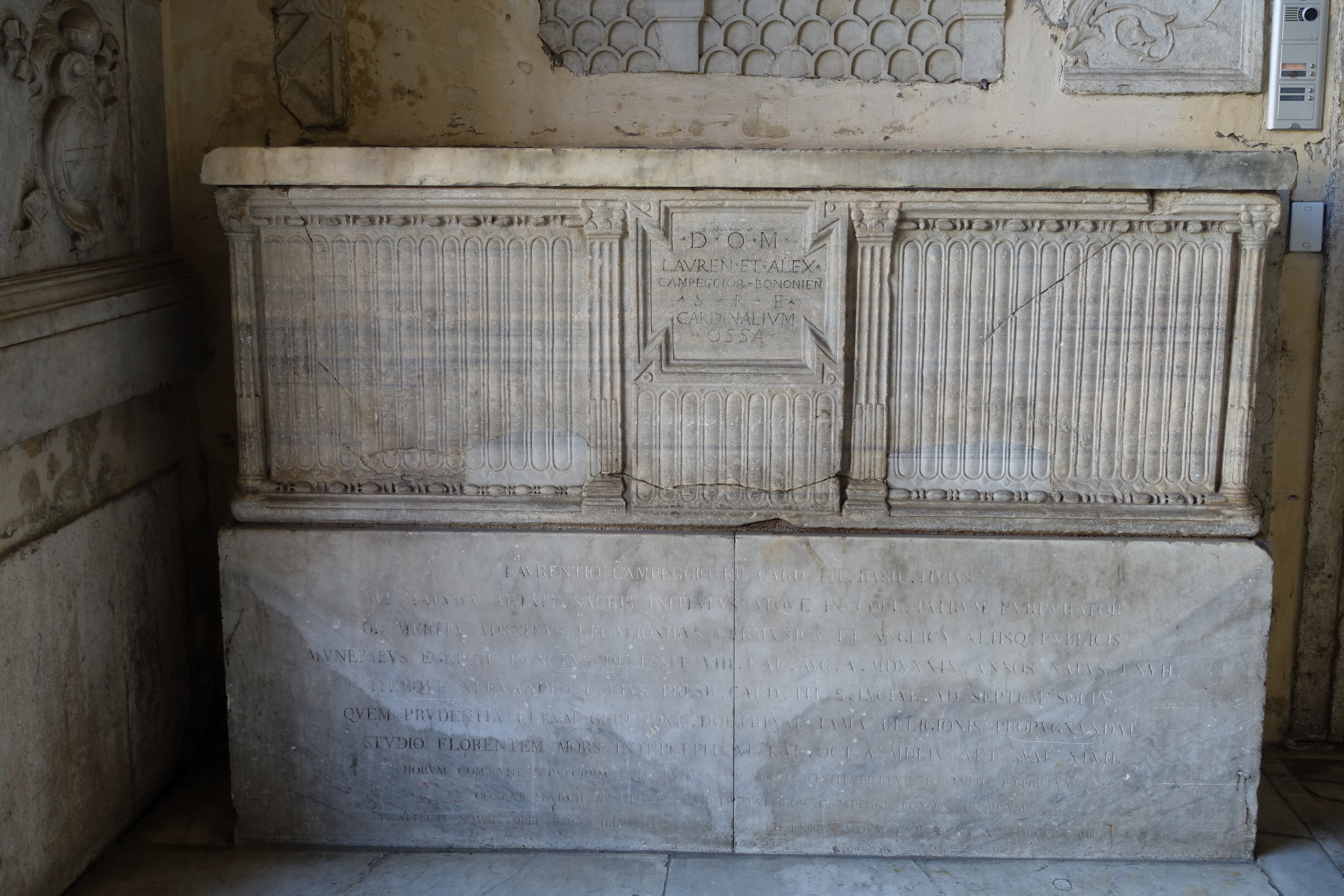
Campeggios Grabmal in der Kirche Santa Maria in Trastevere, Rom

Der älteste Sohn des berühmten Juristen Giovanni Zaccaria Campeggi studierte die Rechte in Padua, lehrte von 1496 bis 1499 in Venedig und wurde 1500 Professor an der Universität Bologna, im gleichen Jahr heiratete er Francesca Guastavillani. Der Ehe entstammten drei Söhne und zwei Töchter, der 1504 geborene Alessandro wurde ebenfalls Bischof von Bologna und Kardinal. Nach dem Tod seiner Gattin 1509 trat Lorenzo in den geistlichen Stand ein und wurde von Papst Julius II., dem die Familie Campeggi mit zur Herrschaft über Bologna verholfen hatte, zunächst zum Auditor der Römischen Rota ernannt und ein halbes Jahr später als Nuntius zu Maximilian I. gesandt, wo er die Unterstützung des Gurker Bischofs Matthäus Lang fand. 1512 wurde Campeggi zum Bischof von Feltre ernannt und als Nuntius zunächst nach Mailand, dann 1513 erneut ins Reich geschickt. Papst Leo X. kreierte ihn 1517 zum Kardinal und ernannte ihn 1518 zum Kardinalpriester der Titelkirche San Tommaso in Parione, 1519 von Sant’Anastasia. Clemens VII. übertrug ihm 1528 Santa Maria in Trastevere. Von Clemens VII. wurde er 1534 in die Klasse der Kardinalbischöfe aufgenommen.
1519 ging er als päpstlicher Legat gegen den anfänglichen Widerstand des Kardinals Wolsey nach England, wo ihm Heinrich VIII. eine Exspektanz auf das Bistum Salisbury verlieh und einen Palast in Rom schenkte. Heinrich VIII. ernannte ihn 1523 zum Kardinalprotektor von England. Der neue Papst Clemens VII. übertrug ihm 1523 das Bistum Bologna, das bis 1563 in Familienbesitz blieb. Campeggis bekannteste Sendung war die an den Reichstag von Nürnberg 1524, wo er den entschiedenen Forderungen der Stände nach einer Kirchenreform geschickt auszuweichen wusste, während er gleichzeitig beim Regensburger Konvent einige deutsche Fürsten für einen festen Anschluss an den Papst gewann. Eine neue Mission nach England, um Heinrich VIII. von der Absicht einer Ehescheidung abzubringen oder Katharina zu freiwilligem Verzicht zu bewegen, war dagegen erfolglos (1528). Nachdem er der Krönung Karls V. in Bologna beigewohnt hatte, begleitete er den Kaiser 1530 auf den Reichstag zu Augsburg, wo er ihn zur Unnachgiebigkeit gegen die Protestanten und im Notfall zur Gewalt antrieb. Nachdem er 1534 für die Wahl Pauls III. eifrig gewirkt hatte, starb er 1539.
Sein Bruder Tommaso Campeggi begleitete ihn auf mehreren Missionen, folgte ihm als Bischof von Feltre, nahm als päpstlicher Nuntius am Wormser Religionsgespräch (1540/41) teil und war in der ersten Zeit des Trienter Konzils päpstlicher Legat. Er starb 1564.